# TOI-1231 b
TOI-1231 b è un pianeta extrasolare in orbita attorno alla stella TOI-1231, a circa 90 anni luce di distanza dal sistema solare, nella costellazione delle Vele. È stato scoperto nel 2021 con il metodo del transito tramite il telescopio spaziale TESS della NASA.

## Stella madre
Il pianeta orbita attorno a una stella nana rossa di magnitudine 12,3 e classe spettrale M3 V, avente massa e raggio del 48% di quelli del Sole. La sua temperatura superficiale è di 3562 kelvin e la sua abbondanza di metalli, detta metallicità, è del 12% superiore a quella del Sole.

## Caratteristiche
Il pianeta orbita attorno alla stella TOI-1231 in 243 giorni, a una distanza di 0,1288 unità astronomiche; la sua temperatura di equilibrio è stimata in 330 kelvin (57 °C).
In massa e dimensioni è simile a Urano, tuttavia a differenza dei giganti ghiacciati del sistema solare ha una temperatura simile a quella terrestre, poco più alta, e questo rende il pianeta di grande interesse per gli astronomi; sono infatti stati scoperti molti pianeti di queste dimensioni, ma la maggior parte di essi hanno temperature torride poiché orbitano troppo vicini alla propria stella, al contrario di TOI-1231 b la cui temperatura è relativamente fredda. Future osservazioni con il telescopio spaziale Hubble e il  James Webb potrebbero consentire di studiare l'atmosfera e compararla con quella di K2-18 b, un altro pianeta con una temperatura temperata nella cui atmosfera sono state trovate notevoli concentrazioni di vapor acqueo, oltre agli elementi volatili solitamente presenti nelle atmosfere dei pianeti gassosi, come idrogeno ed elio.